# 矢島信男
矢島 信男（やじま のぶお、1928年〈昭和3年〉7月24日 - 2019年〈令和元年〉11月28日）は、日本の特撮監督。埼玉県大宮市（現：さいたま市）出身。特撮研究所創業者。

## 経歴

### 松竹に入社
1949年に東京物理学校（現：東京理科大学）理化学科を中退し、松竹へと入社。大船撮影所に配属される。新入当時は編集から現像、直営館（浅草松竹）の窓口で切符のモギリに到るまで興行の流れを一通り体験したことが、後々のコスト感覚に優れた演出への貴重な礎となっていく。早くから劇場映画のカラー化に興味を持っていたことと、ジョン・フォード監督の『ハリケーン』という作品を観たことから特殊技術にも興味を持ち始め、松竹大船撮影所の特殊技術課において撮影監督を務めていた、川上景司への師事を選択する。
日仏合作映画の『忘れえぬ慕情』では助監督・キャメラ・合成を担当。同作で知り合ったフランスの編集マンを通じて編集作業に興味を抱くようになる。松竹には敗戦後の公職追放によって東宝を離れていた円谷英二が顧問として在籍しており、帰路が同じだったこともあり、話を聞かせてもらう機会も多かったという。円谷から『ゴジラ』にも参加の話が来たが、松竹に在籍していたこともあり辞退している。また、ウルトラマンのデザインを手掛ける成田亨も『忘れえぬ慕情』の特殊技術を手伝っていた関係から親交も深まり、二科展に成田の作品が入選した時は二人で祝杯を挙げている。
映画監督の木下恵介には、1955年の『野菊の如き君なりき』の登場人物の心情をあらわすために、楕円形のマスクをかけたカットを通じて、ドラマとして情景カットを取る姿勢を教えられている。
また、撮影監督の三木茂とは仕事上での接点はなかったものの、「作品を作るのは、編集でもキャメラでもなくハートである」という心構えを教わり、この言葉は、その後の撮影ポリシーとなっている。
なお、カラー時代の松竹マーク（映画が始まる前の会社マークの映像）は矢島の制作したものである。これは撮影仲間同士でカラー撮影の研究会をやっていた折、誰も引き受ける者がいなかったために、押し付けられた形で担当したものである。

### 東映へ移籍
1959年には、東映社長の大川博からの誘いもあって松竹を退社。松竹特殊技術課の縮小に伴い不要となっていたエリアルイメージ合成機を手土産に、東映東京撮影所へ移籍する。同撮影所内に設立されたばかりの特殊技術課は、課長の小西昌三が予算管理などの職務を担当しており、撮影監督は松竹出身の矢島と新東宝出身の上村貞夫の2名のみ。技術スタッフも美術の成田亨や合成の山田孝など、必要最小限なチーフ担当者以外には、助手が数名ほどの規模であった。同時期の東宝特殊技術課とは比較にならぬスタッフ数や低予算を強いられながらも、矢島と上村は量産期の東映映画で多くの特撮演出を手掛ける。
東映での第1作は『高度7000米 恐怖の四時間』。本作品の監督である小林恒夫とはその後も多くの作品で組むことになる。また、東映京都撮影所の作品も多く手掛け、東京と京都の往復で大変だったという。その中で、1960年の『海賊八幡船』は大作扱いにもかかわらず予算オーバーの問題が発生し、さらに撮影中に火災事故も発生しながらスタッフと協力してやり遂げている。また、本作品の助監督を担当し、後年はプロデューサーとして活躍する平山亨は、東京から来る特撮技師に関心を抱き撮影所を見に行ったところ、京都撮影所の問題点を的確に指摘して颯爽と所長室に引き上げる姿を見て「スゴイ」と感じたという。
後年、『宇宙からのメッセージ』などで組むこととなる深作欣二とは深作のデビュー作である『風来坊探偵 赤い谷の惨劇』からのつき合いで、撮影方法が共通するなど感覚が似ていたこともあり仲が良かったという。
松竹の特撮はオーソドックスな形式であったのに対して東映はテンポが速い特撮を要求されるために、当初は戸惑いもあったものの、二通りの撮影を経験できたことで「いい経験になった」と述懐している。
また、松竹時代の経験も活かして、絵コンテを用いた独自の撮影方法をこの時期に考案。現場のセッティングを変えないまま、可能な限りのカットをまとめ撮りすることで撮影期間を短縮し、編集によって映像の流れを組み立てていく演出はコストパフォーマンスの高さもあって、後の円谷プロダクションにおける仕事でも重宝される存在となった。

### 特撮研究所の設立
1965年、映画界が斜陽の時代を迎えたこと、および新しい技術を研究したい目的から、特撮研究所を設立する。
1967年、『キャプテンウルトラ』の登場メカ「シュピーゲル号」は特撮初の合体メカということもあり、操演のタイミングが合わずに撮影が難航。徹夜で作品を仕上げたという。同年の『ジャイアントロボ』では、強化ガラスの上で格闘を演じさせ、真下からの仰角で撮影したり、ロボの両足越しに敵怪獣を撮るなどの、斬新な撮影手法を次々発案。また、同時期に東京で「キャプテンウルトラ」を手掛けていたために未参加であるが、同年の『仮面の忍者 赤影』では特撮スタッフが竜巻を起こすシーンが上手くいかずに困窮。そこで平山が相談に訪れたところ、「竜巻に見えれば何でもいい」と綿をドリルで回転させて竜巻に見えるアイディアを考案している。予算面では特撮に理解のあった渡邊亮徳のバックアップにより、新しい合成システムを導入することができていた。
1969年ごろまでは、東映特殊技術課に協力する形で特撮テレビシリーズを主に手掛けていく。なお、当時の矢島は劇場映画の『海底大戦争』において、武庫透の名で特殊美術を担当していた成田亨から『マイティジャック』の仕事を誘われたものの、東映との契約を優先して成田からの誘いを辞退した。他にも『キイハンター』や『プレイガール』などの作品を時折、無表記で演出。
1971年、フジテレビのプロデューサー別所孝治の紹介でピープロ製作の『スペクトルマン』の特撮を担当。『スペクトルマン』の終了後、別所からの紹介で、円谷プロの『ミラーマン』の特撮を担当。以後、『ジャンボーグA』を経て、TBSプロデューサーの橋本洋二に誘われて、『ウルトラマンタロウ』『ウルトラマンレオ』に参加。
円谷プロの撮影方法は台本の順番通りに撮影していく方式であったので、自身の同じ方向をまとめ撮りする撮影方法と異なっていたために円谷プロの撮影現場では反発もあり、スタッフと喧嘩することもあったが、最終的に円谷プロがバックアップしてくれた。
1976年ごろには佐藤肇監督と組んで『デビル・マンタ』という怪獣映画を企画するが、この企画は翌年の『スター・ウォーズ』ブームによって『宇宙からのメッセージ』へ変更。
1978年の『宇宙からのメッセージ』では、50日しかない撮影日数の中で、様々な試みができたことに対して満足できたという。本編監督である深作欣二とはほとんど打ち合わせをせず、「一番打ち合わせをしていないのは僕と監督」と後年のインタビューで冗談半分で答えているが、本作品で「特撮監督 矢島信男」の単独クレジットを薦めたのは深作である。同年放映された本作品のテレビ版である『宇宙からのメッセージ・銀河大戦』は低視聴率で終了したが、フランスでは大ヒットを記録した。
1970年代後半からの東映テレビ特撮作品は特撮班が常駐せず、初期の数話や番組の節目にあたる重要な回や劇場版のみ矢島が特撮の演出をするシステムに変わり、『ジャッカー電撃隊』以降の戦隊シリーズもそういったシステムでつくられた。この時期の作品は特撮研究所の名前と主要スタッフ数名（大概は操演や美術）がクレジットされ、演出を担当した矢島の名前がクレジットされていない作品が多い。ただし、例外的に『大鉄人17』や『宇宙からのメッセージ・銀河大戦』などは特撮研究所の特撮班が常駐し、矢島が全話の特撮を演出している。『秘密戦隊ゴレンジャー』のころはメカのミニチュアはバンダイが作成していた。
1979年には『復活の日』の企画に関わり、南極大陸へのロケハンにも参加する予定だったが実現に到らず。
1980年には、テレビ朝日と東映製作の地震映画（プロデューサー：岡田裕介）の企画にも関わっているが、企画は翌年に頓挫した。
『バトルフィーバーJ』『宇宙刑事ギャバン』などの80年代前後の作品からはこの傾向がより顕著になり、初期の数話分において流用目的の映像を特撮研究所がまとめ撮りし、現場のアクション監督にその後の演出を任せる制作方針が定着するが、全話においてスタッフロールに「特撮監督　矢島信男」とクレジットされるようになる。
メタルヒーローシリーズでは、『宇宙刑事ギャバン』から『特捜ロボ ジャンパーソン』まで特撮監督を務めたが、『世界忍者戦ジライヤ』のみ未参加。
1990年代より、佛田洋や尾上克郎といった愛弟子たちに特撮監督の座を譲り、監修的な立場に移行。特撮監督としては、テレビでは『特捜ロボ ジャンパーソン』、映画では『仮面ライダーJ』が最後の担当作品となった。
2006年、第4回・文化庁映画賞・映画功労表彰を受賞。
2008年制作の『ギララの逆襲/洞爺湖サミット危機一発』の陣中見舞いにも訪れ、スタッフに感激されている。
2011年、日本アカデミー賞・協会特別賞を受賞。
2013年10月に同年7月に死去した平山亨のお別れの会で弔辞を述べる予定だったが体調不良のため出席を見送った。
2019年11月28日、老衰により死去。特撮研究所の三池敏夫は、矢島は90歳を過ぎても度々会社やスタジオに顔を出していたが、死去の1年ほど前に体調を崩してからは施設に入っていたと証言している。

## 作風
三池は矢島からの教えとして「特撮はドラマだ」という指針を挙げており、ヒーローやロボットの見せ場だけで構成するのではなく、ドラマの中でどう特撮を活かすかを考え脚本を重視することが大切であるということを教わったと述べている。また、「弁えた仕事をしなさい」ということも口酸っぱく言われていたといい、仕事に夢中になっても予算やスケジュールを常に考えるよう指導されていたと述べている。
クレジット表記を従来は「特技監督」（または「特殊技術」）と表記するのに対して、「特撮監督」と表記することが多い。これについて「ドラマを作るのだから、技術という言葉が嫌い。技術などは後からついてくること」という考えから用いている。
同じ方向をまとめ撮りする撮影方法は松竹時代『忘れえぬ慕情』の撮影当時、シーン通りに編集で繋ぐと流れがスムーズな一方、迫力に乏しいことを編集で痛感したものであり、絵コンテも東映時代、予算管理のために文章だけでは現場に伝わりにくいためにはじめたものである。絵コンテの初期は成田に書いてもらっていたが、成田が多忙になってきたこともあり自分で描くようになった。『ミラーマン』に参加していた監督の東條昭平は、矢島は絵コンテを描くのでスタッフに演出の意図が伝わりやすかったと述べている。
テレビシリーズの特撮ステージは狭かったこともあり、『ジャイアントロボ』で初めて試みられた「画面手前にキャラクターの足だけを写し出し、画面奥に別のキャラクターを配置する」撮影方法はセットが狭い分だけ距離感を出すための工夫でもあった。また、視聴者が理屈抜きで喜んでみてもらうために、登場する怪獣の身体の一部（爪や角など）が飛び出してヒーローを攻撃するパターンを多用した。これについて現場からは「身体の一部が飛ぶはずがない」と反発があったものの、「トカゲの尻尾も生えてくるから」とスタッフに指示した。そのために設定の段階で怪獣の性能をしっかり考えたうえで、身体のどの部分を飛ばすかを決めたという。
スーパー戦隊シリーズを引き継いだ特撮監督の佛田洋は、矢島から「ロボットを俳優として撮る」ということを教わっており、意思のない設定のロボットでも痛みや力強さを表現することで、視聴者の子供たちへ動きで伝えることを重視している。

## 松竹時代の参加作品

### 劇場映画
- 君の名は（1953年9月15日公開、監督：大庭秀雄）[1][注釈 5]
- 修善寺物語（1955年7月12日公開、監督：中村登）[1]
- 野菊の如き君なりき（1955年11月29日公開、監督：木下恵介）[注釈 6]
- 忘れえぬ慕情（1956年9月15日公開、監督：イヴ・シャンピ）[注釈 5]
- 喜びも悲しみも幾歳月（1957年10月1日公開、監督：木下恵介）[注釈 5]
- 楢山節考（1958年6月1日公開、監督：木下恵介）[注釈 7]
- 荒海にいどむ男一匹 紀の国屋文左衛門（1959年6月14日公開、監督：渡辺邦男）[注釈 5]

### テレビ作品
- まぼろし探偵（1959-60年：製作：折込広告社、キー局：KRテレビ）[注釈 8]

## 東映特殊技術課における演出作品

### 劇場映画
- 高度7000米 恐怖の四時間（1959年9月30日公開、監督：小林恒夫）
- 空港の魔女（1959年11月22日公開、監督：佐伯清）
- 大いなる旅路（1960年3月8日公開、監督：関川秀雄）
- 大空の無法者（1960年5月10日公開、監督：島津昇一）
- 旗本退屈男　謎の暗殺隊（1960年6月29日公開、監督：松田定次）
- 天下の快男児 突進太郎（1960年7月13日公開、監督：小林恒夫）
- 海賊八幡船（1960年9月18日公開、監督：沢島忠）
- 第三次世界大戦 四十一時間の恐怖（1960年10月19日公開、監督：日高繁明、配給：第二東映）
- 俺が地獄の手品師だ（1961年1月15日公開、監督：小沢茂弘、配給：ニュー東映）
- 飛ばせ特急便 深夜の脱獄者（1961年5月21日公開、監督：伊賀山正光、配給：ニュー東映）
- 風来坊探偵 赤い谷の惨劇（1961年6月9日公開、監督：深作欣二、配給：ニュー東映）
- 風来坊探偵 岬を渡る黒い風（1961年6月23日公開、監督：深作欣二、配給：ニュー東映）
- 宇宙快速船（1961年7月19日公開、監督：太田浩児、配給：ニュー東映）
- 次郎長社長と石松社員 威風堂々（1962年1月9日公開、監督：渡邊祐介）
- 二・二六事件 脱出（1962年3月14日公開、監督：小林恒夫）
- あの空の果てに星はまたたく（1962年5月20日公開、監督：関川秀雄）
- サラリーマン一心太助（1962年6月23日公開、監督：沢島忠）
- 八月十五日の動乱（1962年8月22日公開、監督：小林恒夫）
- 海軍（1963年8月31日公開、監督：村山新治）
- パレンバン奇襲作戦（1963年9月21日公開、監督：小林恒夫）
- 続・図々しい奴（1964年1月15日公開、監督：瀬川昌治）
- ジャコ萬と鉄（1964年2月8日公開、監督：深作欣二）
- 銃殺（1964年6月20日公開、監督：小林恒夫）
- 忍者部隊月光（1964年7月28日公開、監督：土屋啓之助）
- 竜虎一代（1964年9月23日公開、監督：小林恒夫）

## 特撮研究所設立後の演出作品

### 劇場映画
- 怪談せむし男（1965年8月1日公開、監督：佐藤肇、製作：東映）
- 海底大戦争（1966年7月1日公開、監督:佐藤肇、製作：RAM／東映）[注釈 9]
- あゝ同期の桜（1967年6月3日公開、監督：中島貞夫、製作：東映）
- キャプテンウルトラ（1967年7月21日公開、製作：東映）[注釈 10]
- ケロヨンの大自動車レース（1968年、総監督：藤城清治、監督：岩沢庸徳、北牧子、製作：木馬座）
- あゝ予科練（1968年6月1日公開、監督：村山新治、製作：東映）
- 超高層のあけぼの（1969年5月14日公開、監督：関川秀雄、製作：日本技術映画社、配給：東映）
- スペクトルマン（1972年3月18日公開、監督：土屋啓之助、製作：ピー・プロダクション、配給：東映）[注釈 10]
- 飛び出す人造人間キカイダー（1973年3月17日公開、監督：北村秀敏、製作：東映）
- キカイダー01（1973年7月18日公開、監督：永野靖忠、製作：東映）[注釈 10]
- 秘密戦隊ゴレンジャー（1975年7月26日公開、監督：田口勝彦、製作：東映）[注釈 10]
- 秘密戦隊ゴレンジャー 青い大要塞（1975年12月20日公開、監督：田口勝彦、製作：東映）[注釈 10]
- アクマイザー3（1975年12月20日公開、監督：奥中惇夫、製作：東映）[注釈 10]
- 秘密戦隊ゴレンジャー 真っ赤な猛進撃!（1976年3月20日公開、監督：田口勝彦、製作：東映）[注釈 10]
- 秘密戦隊ゴレンジャー 爆弾ハリケーン!（1976年7月22日公開、監督：山田稔、製作：東映）
- ザ・カゲスター（1976年7月22日公開、監督：内田一作、製作：東映）
- 宇宙鉄人キョーダイン（1976年7月22日公開、監督：竹本弘一、製作：東映）[注釈 10]
- 秘密戦隊ゴレンジャー 火の山最後の大噴火（1976年12月19日公開、監督：田口勝彦、製作：東映）[注釈 10]
- 大鉄人17（1977年3月19日公開、監督：山田稔、製作：東映）[注釈 10]
- 大鉄人17 空中戦艦（1977年7月17日公開、監督：若林幹、製作：東映）[注釈 10]
- ジャッカー電撃隊（1977年7月17日公開、監督：奥中惇夫、製作：東映）[注釈 10]
- ジャッカー電撃隊VSゴレンジャー（1978年3月18日公開、監督：田口勝彦、製作：東映）
- 宇宙からのメッセージ（1978年4月29日公開、監督：深作欣二、製作：東映／東北新社／東映太秦映画村）
- 宇宙からのメッセージ・銀河大戦（1978年7月22日公開、監督：山田稔、製作：東映）
- スパイダーマン（1978年7月22日公開、監督：竹本弘一、製作：東映）
- 日本の首領 完結篇（1978年9月9日公開、監督：中島貞夫、製作：東映）
- 黄金の犬（1979年6月2日公開、監督：山根成之、製作：大映、配給：松竹）[注釈 11]
- 地獄（1979年6月2日公開、監督：神代辰巳、制作：東映）
- バトルフィーバーJ（1979年7月21日公開、監督：竹本弘一、製作：東映）[注釈 10][注釈 11]
- 真田幸村の謀略（1979年9月1日公開、監督：中島貞夫、製作：東映）[注釈 11]
- 夜叉ヶ池（1979年10月20日公開、監督：篠田正浩、製作：松竹）
- 影の軍団 服部半蔵（1980年2月23日公開、監督：工藤栄一、製作：東映）
- 仮面ライダー 8人ライダーVS銀河王（1980年3月15日公開、総監督：石森章太郎、監督：平山公夫、製作：東映）[注釈 11]
- 電子戦隊デンジマン（1980年7月12日公開、監督：竹本弘一、製作：東映）
- 仮面ライダースーパー1（1981年3月14日公開、監督：山田稔、製作：東映）
- 魔界転生（1981年6月6日公開、監督：深作欣二、製作：角川春樹事務所／東映）
- 太陽戦隊サンバルカン（1981年7月18日公開、監督：東条昭平、製作：東映）
- 大戦隊ゴーグルファイブ（1982年3月13日公開、監督：東条昭平、製作：東映）
- 科学戦隊ダイナマン（1983年3月12日公開、監督：東条昭平、製作：東映）
- バッテンロボ丸 お化けを飼う少女（1983年3月12日公開、監督：加藤盟、製作：東映）
- 里見八犬伝（1983年12月10日公開、監督：深作欣二、製作：角川春樹事務所、配給：東映）
- 空海（1984年4月14日公開、監督：佐藤純彌、製作：全真言宗青年連盟映画製作本部、配給：東映）
- 宇宙刑事シャイダー（1984年7月14日公開、監督：田中秀夫、製作：東映）
- 超電子バイオマン（1984年7月14日公開、監督：堀長文、製作：東映）
- 上海バンスキング（1984年10月6日公開、監督：深作欣二、製作：テレビ朝日／シネセゾン／松竹）
- 宇宙刑事シャイダー 追跡!しぎしぎ誘拐団（1984年12月22日公開、監督：田中秀夫、製作：東映）
- 電撃戦隊チェンジマン（1985年3月16日公開、監督：堀長文、製作：東映）
- 電撃戦隊チェンジマン シャトルベース!危機一髪!（1985年7月13日公開、監督：堀長文、製作：東映）
- 大蛇王　HONG KONG崩壊の序曲（1986年、中華民国、監督：徐玉龍、製作：安記有限公司）[注釈 12]
- 超新星フラッシュマン（1986年3月15日公開、監督：山田稔、製作：東映）
- 超新星フラッシュマン 大逆転!タイタンボーイ（1987年3月14日公開、監督：山田稔、製作：東映）[注釈 10]
- 超人機メタルダー（1987年7月18日公開、監督：冨田義治、製作：東映）
- 光戦隊マスクマン（1987年7月18日公開、監督：長石多可男、製作：東映）
- 仮面ライダーBLACK 鬼ヶ島へ急行せよ（1988年3月12日公開、監督：小西通雄、製作：東映）
- 仮面ライダーBLACK 恐怖!悪魔峠の怪人館（1988年7月9日公開、監督：小笠原猛、製作：東映）
- 高速戦隊ターボレンジャー（1989年3月18日公開、監督：長石多可男、製作：東映）
- 機動刑事ジバン（1989年7月15日公開、監督：小西通雄、製作：東映）
- 特捜ロボ ジャンパーソン 母よ、永遠（とわ）に! 愛と炎の電脳手術室（1993年4月17日公開、監督：小西通雄、製作：東映）
- 仮面ライダーJ（1994年4月16日公開、監督：雨宮慶太、製作：バンダイビジュアル／東映ビデオ／東映）[注釈 13]
- 地獄堂霊界通信（1996年4月13日公開、監督：那須博之、製作：東映ビデオ／東映）[注釈 14]

### テレビ作品
- スパイキャッチャーJ3（1965-66年放映、製作：東映、キー局：NETテレビ）
- 悪魔くん（1966-67年放映、製作：東映、キー局：NETテレビ）
- キャプテンウルトラ（1967年放映、製作：東映、キー局：TBSテレビ）
- ジャイアントロボ（1967-68年放映、製作：東映、キー局：NETテレビ）
- 河童の三平 妖怪大作戦（1968-69年放映、製作：東映、キー局：NETテレビ）
- 妖術武芸帳（1969年放映、製作：東映、キー局：TBSテレビ）[注釈 15]
- スペクトルマン（1971-72年放映、製作：ピー・プロダクション、キー局：フジテレビジョン）
- ミラーマン（1971-72年放映、製作：円谷プロダクション、キー局：フジテレビジョン）[注釈 16]
- 快傑ライオン丸（1972-73年放映、製作：ピー・プロダクション、キー局：フジテレビジョン）[注釈 17]
- 人造人間キカイダー（1972-73年放映、製作：東映、キー局：NETテレビ）
- ジャンボーグA（1973年放映、製作：円谷プロダクション、キー局：毎日放送）
- キカイダー01（1973-74年放映、製作：東映、キー局：NETテレビ）
- ウルトラマンタロウ（1973-74年放映、製作：円谷プロダクション、キー局：TBSテレビ）[注釈 18]
- ウルトラマンレオ（1974-75年放映、製作：円谷プロダクション、キー局：TBSテレビ)
- がんばれ!!ロボコン（1974-77年放映、製作：東映、キー局：NETテレビ）
- コンドールマン（1975年放映、製作：東映、キー局：NETテレビ）
- ザ★ゴリラ7（1975年放映、製作：東映、キー局：NETテレビ）
- スーパー戦隊シリーズ
  - 秘密戦隊ゴレンジャー（1975-77年放映、製作：東映、キー局：NETテレビ）
  - ジャッカー電撃隊（1977年放映、製作：東映、キー局：テレビ朝日）
  - バトルフィーバーJ（1979-80年放映、製作：東映、キー局：テレビ朝日）[注釈 11]
  - 電子戦隊デンジマン（1980-81年放映、製作：東映、キー局：テレビ朝日）[注釈 11]
  - 太陽戦隊サンバルカン（1981-82年放映、製作：東映、キー局：テレビ朝日）
  - 大戦隊ゴーグルファイブ（1982-83年放映、製作：東映、キー局：テレビ朝日）
  - 科学戦隊ダイナマン（1983-84年放映、製作：東映、キー局：テレビ朝日）
  - 超電子バイオマン（1984-85年放映、製作：東映、キー局：テレビ朝日）
  - 電撃戦隊チェンジマン（1985-86年放映、製作：東映、キー局：テレビ朝日）
  - 超新星フラッシュマン（1986-87年放映、製作：東映、キー局：テレビ朝日）
  - 光戦隊マスクマン（1987-88年放映、製作：東映、キー局：テレビ朝日）
  - 超獣戦隊ライブマン（1988-89年放映、製作：東映、キー局：テレビ朝日）
  - 高速戦隊ターボレンジャー（1989-90年放映、製作：東映、キー局：テレビ朝日）
- 仮面ライダーシリーズ
  - 仮面ライダーストロンガー（1975年放映、製作：東映、キー局：毎日放送）
  - 仮面ライダー（1979-80年放映、製作：東映、キー局：毎日放送）[注釈 19]
  - 仮面ライダーBLACK（1987-88年放映、製作：東映、キー局：毎日放送）
  - 仮面ライダーBLACK RX（1988-89年放映、製作：東映、キー局：毎日放送）
- アクマイザー3（1975-76年放映、製作：東映、キー局：NETテレビ）
- 宇宙鉄人キョーダイン（1976-77年放映、製作：東映、キー局：毎日放送）
- ザ・カゲスター（1976年放映、製作：東映、キー局：NETテレビ）
- 超神ビビューン（1976-77年放映、製作：東映、キー局：NETテレビ）
- 忍者キャプター（1976-77年放映、製作：東映、キー局：東京12チャンネル）
- 5年3組魔法組（1976-77年放映、製作：東映、キー局：NETテレビ）
- 快傑ズバット（1977年放映、製作：東映、キー局：東京12チャンネル）
- 大鉄人17（1977年：製作：東映、キー局：毎日放送）
- ロボット110番（1977年放映、製作：東映、キー局：テレビ朝日）
- 冒険ファミリー ここは惑星0番地（1977-78年放映、製作：東映、キー局：テレビ朝日）
- スパイダーマン（1978-79年放映、製作：東映、キー局：東京12チャンネル）
- 宇宙からのメッセージ銀河大戦（1978-79年放映、製作：東映、キー局：テレビ朝日）
- 銭形平次　第713話「大江戸大地震」（1980年4月9日放映、製作：東映、キー局：フジテレビジョン）
- ロボット8ちゃん（1981-82年放映、製作：東映、キー局：フジテレビジョン）
- 土曜ワイド劇場 超高層ホテル殺人事件 空白のアリバイ（1982年1月9日放映、製作：東映、キー局：テレビ朝日）
- 宇宙刑事ギャバン（1982-83年放映、製作：東映、キー局：テレビ朝日）
- バッテンロボ丸（1982-83年：製作：東映、キー局：フジテレビジョン）
- 宇宙刑事シャリバン（1983-84年放映、製作：東映、キー局：テレビ朝日）
- 星雲仮面マシンマン（1984年放映、製作：東映、キー局：日本テレビ放送網）
- 宇宙刑事シャイダー（1984-85年放映、製作：東映、キー局：テレビ朝日）
- 兄弟拳バイクロッサー（1985年放映、製作：東映、キー局：日本テレビ放送網）
- 巨獣特捜ジャスピオン（1985-86年放映、製作：東映、キー局：テレビ朝日）
- 朝鮮王朝500年 壬辰倭乱（1985年、大韓民国）
- 時空戦士スピルバン（1986-87年放映、製作：東映、キー局：テレビ朝日）
- カルメギ（1986年、大韓民国）
- 超人機メタルダー（1987-88年放映、製作：東映、キー局：テレビ朝日）
- 機動刑事ジバン（1989-90年放映、製作：東映、キー局：テレビ朝日）
- TBS大型時代劇スペシャル 坂本龍馬（1989年3月31日放映、製作：東映、キー局：TBSテレビ）
- 特警ウインスペクター（1990-91年放映、製作：東映、キー局：テレビ朝日）
- 特救指令ソルブレイン（1991-92年放映、製作：東映、キー局：テレビ朝日）
- 特捜エクシードラフト（1992-93年放映、製作：東映、キー局：テレビ朝日）
- 特捜ロボ ジャンパーソン（1993-94年放映、製作：東映、キー局：テレビ朝日）

### オリジナルビデオ
- 妖怪奇伝ゲゲゲの鬼太郎 魔笛エロイムエッサイム（1987年：東映ビデオ、監督：小林義明）
- ゾイド バトルビデオ ＜中央大陸の戦い＞（1989年、TOMY）
- 女バトルコップ（1990年：東映ビデオ／東北新社／セガ、監督：岡本明久）
- 真・仮面ライダー 序章（1992年：バンダイビジュアル、監督：辻理）
- 大予言 復活の巨神（1992年：バンダイビジュアル、監督：小林義明）
- ウルトラマンVS仮面ライダー（1992年：バンダイビジュアル、監督：佛田洋）[注釈 20]

## 著書
- 矢島信男『東映特撮物語 矢島信男伝』洋泉社、2014年。ISBN 978-4800305268。
インタビューをもとにした自伝。矢島による絵コンテも掲載。